# Revolution Software
Revolution Software är en brittisk datorspelsutvecklare grundad 1990. Revolution har utvecklat ett antal äventyrsspel av hög kvalitet; deras första spel Lure of the Temptress implementerade deras "Virtual theatre" motor vilket tillät npc:s att "leva" i spelvärlden och ägna sig åt sina sysslor medan spelaren spelade. Revolution Software är kanske mest kända för sina Broken Sword-spel.

## Utvecklade spel
- 1992 - Lure of the Temptress
- 1994 - Beneath a Steel Sky - Finns som freeware på företagets webbplats.
- 1996 - Broken Sword 1 - The Shadow of the Templars
- 1997 - Broken Sword 2 - The Smoking Mirror
- 2000 - In Cold Blood
- 2003 - Broken Sword 3 - The Sleeping Dragon
- 2006 - Broken Sword 4 - The Angel of Death
- 2009 - Broken Sword 1 - The Shadow of the Templars (The Director's Cut)
- 2009 - Beneath A Steel Sky – (Remastered)
- 2010 - Broken Sword 2 - The Smoking Mirror (Remastered)
- 2015 - Broken Sword 5 - The Serpent's Curse
- 2020 - Beyond a Steel Sky